# Phytomyza luteoscutellata
Phytomyza luteoscutellata este o specie de muște din genul Phytomyza, familia Agromyzidae, descrisă de Meijere în anul 1924. Conform Catalogue of Life specia Phytomyza luteoscutellata nu are subspecii cunoscute.